# David Izonritei
David Izonritei est un boxeur nigérian né le 29 avril 1963 à Lagos.

## Carrière
Il est médaillé de bronze aux Jeux africains de Nairobi en 1987 dans la catégorie des poids lourds. Il est médaillé d'or dans la catégorie des poids lourds aux Jeux africains du Caire en 1991, s'imposant en finale contre le Kényan Joseph Akhasamba.
Il participe aux Jeux olympiques de Barcelone en 1992 dans la catégorie des poids lourds et remporte la médaille d'argent. 

### Parcours auxJeux olympiques
Jeux olympiques d'été de 1992 à Barcelone (poids lourds) :
- Bat Kirk Johnson (Canada)
- Bat David Tua (Nouvelle-Zélande)
- Perd contre Félix Savón (Cuba)